# 포지셔닝
포지셔닝(영어: positioning)은 기업이나 제품에 대하여 위상을 정립하기 위해 마케팅 믹스를 통해 소비자들에게 자사 제품의 정확한 위치를 인식시키는 것이다. 1969년 잭 트라우트(Jack Trout)가 학술지인 인더스트리얼 마케팅(Industrial Marketing)에 발표한 논문에서 처음 사용하였다. 이후 앨 리스(Al Ries)와 잭 트라우트(Jack Trout)가 공저 《포지셔닝》을 발표하며 광고산업과 경영계에 큰 영향을 끼쳤다.

## 포지셔닝 맵
자사 제품과 경쟁 제품의 위치를 2, 3차원 공간에 작성한 지도로, 현재 자사 제품의 위치를 정확히 파악함으로써 경쟁제품과의 비교 분석, 방향성 등에 관한 정보를 제공할 수 있다.

## 같이 보기
- 브랜드 경영
- 경쟁 우위
- 소비자 행동
- 마케팅론
- 마케팅 전략
- 제품 관리
- 경영전략론